# 川村亜紀
川村 亜紀（かわむら あき、1980年10月15日 - ）は、日本のタレント、女優、元グラビアアイドル。東京都出身。東京および京都で暮らしている。着物アドバイザー、食育インストラクター、マクロビオティックセラピスト取得。

## 略歴
- 高校時代から雑誌「東京ストリートニュース」の読者モデルとして活躍。モデルの園原ゆかりとは当時からの親友で仲が良い[1]。
- 1999年にイエローキャブからデビューし、巨乳グラビアアイドルとして活躍。2000年にはミスヤングマガジンでグランプリを受賞。同年度のフジテレビビジュアルクイーンにも選ばれた。ちなみにビジュアルクイーンの同期だった一戸奈美とは今でも交流が続いている[2]。
- 2009年10月よりオスカープロモーションに所属し女優として活動。現時点では退所している。

## 人物
- 趣味は料理、乗馬。特技はバトン、水泳。好きな色はピンク。

## 作品

### 映像作品
- Tanima…愛がこぼれちゃう（2000年1月25日、h.m.p）
- Final Beauty（2000年4月20日、竹書房）
- ALOHA PARADISE（2000年7月19日、ポニーキャニオン）
- 川村亜紀（2001年2月8日、英知出版）
- Orange Blossom（2001年9月20日、アクアハウス）
- IBIZA 20-01（2001年11月7日、ポニーキャニオン）
- HUG（2002年2月27日、ラインコミュニケーションズ）
- emotion（2002年6月20日、トラフィックジャパン）
- my girl（2002年8月20日、竹書房）
- My Room（2002年11月25日、GPミュージアムソフト）
- COVER GIRLS 川村亜紀（2003年6月18日、コロムビアミュージックエンタテインメント）
- ソレカラ・・・（2007年9月21日、キングダム）
- あれから・・・（2008年2月20日、ビデオメーカー）

## 出演

### 映画
- AIKI（2002年11月30日、配給：日活）
- カクト（2003年7月26日、配給：ザナドゥー） - ウェイトレス 役
- 想色〜オモイ・ノ・イロ〜（2004年10月9日、配給：ケイエスエス）
- 日野日出志のザ・ホラー怪奇劇場 第二夜 「オカルト探偵団！死人形の墓場」（2004年12月4日、配給：パル企画） - 柿野谷久美子 役
- 鍵がない（2005年10月8日、配給：スローラーナー）
- あさってDANCE（2005年12月10日、配給：トルネード・フィルム） - 霜村雅味 役
- 怖い顔（2006年、配給：オンリー・ハーツ）
- What's Next（2006年、第9回アジア太平洋広告祭出品、塚越規監督）
- 純ブライド（2006年5月27日、配給：トルネード・フィルム） - 織田純子 役
- ここにいる（2006年6月3日、配給：クリエイティブ・ファッツ） - 星恵美 役
- colors（2006年7月15日、配給：スローラーナー） - リカ 役
- 想い出の渚（2007年4月28日、配給：バグジー） - 坂口ゆかり 役
- パッチギ! LOVE&PEACE（2007年5月19日、配給：シネカノン） - 水中運動会の司会 役
- ボーイ・ミーツ・プサン（2007年9月22日、配給：プレス） - マツオカ 役
- 十年愛（2008年11月1日、配給：テンダープロ） - ユキ 役
- すんドめ3（2008年11月16日、配給：ティーエムシー） - 西園寺亜紀 役
- 銀座愛物語 クラブアンダルシア（2009年1月17日、配給：テンダープロ） - 紗絵 役
- 希望ヶ丘夫婦戦争（2009年6月13日、配給：バイオタイド） - 矢部こだま 役
- あらうんど四万十 ―カールニカーラン―（2015年2月7日、配給：スタジオウェイブ） - 浅野晶子 役

### テレビ
- 私立探偵濱マイク（よみうりテレビ）
- 怪談百物語（フジテレビ）
- 世にも奇妙な物語 秋の特別編（フジテレビ）
- 愛は正義（テレビ朝日）
- 月曜ドラマスペシャル おばさん会長・紫の犯罪清掃日記 ゴミは殺しを知っている（2001年11月26日、TBS） - 徳田菜美 役
- 財務捜査官・雨宮瑠璃子3（2007年2月26日、TBS） - 美香 役
- 月曜ゴールデン 冠婚葬祭探偵（2007年11月26日、TBS） - 金沢舞 役
- 秘書のカガミ（2008年5月2日、テレビ東京） - 青山葉子 役
- 7人の女弁護士（2008年6月5日、テレビ朝日）
- グラビアの美少女（MONDO21）
- 水曜ミステリー9 農家の嫁は弁護士!神谷純子のふるさと事件簿4（2009年2月18日、テレビ東京）- 看護師 役
- LOVE GAME（2009年6月11日、日本テレビ）
- ブラマヨ衝撃ファイル 世界のコワ〜イ女たち（2011年5月24日、TBS） - 再現ドラマ「日本犯罪史上最凶の毒婦」 佐藤ハツ 役
- ハンチョウ〜神南署安積班〜シリーズ 4〜正義の代償〜（2011年6月13日、TBS） - 小出由佳里 役
- 月曜ゴールデン 世直し公務員 ザ・公証人 9（2011年6月13日、TBS）
- 金曜プレステージ 私立探偵・下澤唯（2011年7月22日、フジテレビ） - 相原喜美子 役
- 水曜ミステリー9 温泉女将ふたりの事件簿2（2013年1月30日、テレビ東京） - 松下なつ美 役
- 金曜プレステージ 十津川刑事の肖像7（2013年6月21日、フジテレビ） - 佐久間理沙 役
- 月曜ゴールデン 税務調査官・窓際太郎の事件簿25（2013年7月15日、TBS） - 河原敬子 役
- 金曜プレステージ 黒の滑走路3（2013年8月9日、フジテレビ） - 大石理美 役
- 金曜プレステージ 西村京太郎スペシャル 警部補・佐々木丈太郎7（2014年6月20日、フジテレビ） - 渡辺沙知絵 役
- 月曜ゴールデン 検事・霧島三郎（2014年12月15日、TBS） - ユキ 役
- 土曜ワイド劇場 監察官・羽生宗一〜毒ハブと呼ばれる男3（2015年7月4日、テレビ朝日） - 篠田美貴 役
- 月曜ゴールデン 守護神・ボディーガード 進藤輝4（2015年7月13日、TBS） - 堂園亜紀子 役
- 土曜ワイド劇場 新・ヤメ検の女6（2015年11月7日、朝日放送） - 藤塚瑞枝 役
- 日曜ワイド 鉄道捜査官17（2017年6月11日、テレビ朝日） - 岡部祐子 役
- 痛快TV スカッとジャパン（2018年4月16日、フジテレビ） - 「梅沢富美男がブチギレ！滝沢カレンがドラマに出ちゃいます2時間SP」再現VTR

### 舞台
- 昭和85年 (2010年7月14日 - 18日、TEAM JAPAN SPEC.VOL.13 公演）
- RxR「虹色の輪舞曲〜ロンド・デュ・ラルカンシェル〜（8色のオクテット）」（2012年1月26日 - 29日、SPACE107）

### Webシネマ
- 探偵事務所5 1st season 第25話「真夜中の屋台」（2005年配信） - 紀子 役
- 10 minutes diary Episode♯4「恵の日記」（2005年配信、MIZUNO SUPERSTAR THE MOVIE (ミズノ株式会社)）

### Vシネマ
- 海ビデオ 海の記憶とビデオの記録（2001年4月13日、ケイエスエス）
- 麻雀飛龍伝説 天牌 1（2001年11月9日、ケイエスエス）
- 麻雀飛龍伝説 天牌 2（2002年2月8日、ケイエスエス）
- 電脳聖少女 i-DOLL（2002年2月25日、GPミュージアムソフト） - アキ ※特別出演
- 実録 九州やくざ抗争 誠への道（2006年11月25日、GPミュージアムソフト） - タナカレイコ
- 実録 九州やくざ抗争 誠への道 完結編（2007年1月25日、GPミュージアムソフト）
- BAD ROMANCE（2012年9月7日、アタックゾーン） - 主演・操
- 虎狼の大義（2013年） - 山崎の妻
- 日本統一1 - 3（2013年） - リョウコ(氷室蓮司の女)

### ラジオ
- キャイ〜ンDAあ゛〜ん（1999年頃、TBSラジオ）アシスタント
- @llnightnippon.com（2000年9月6日、ニッポン放送）

## 書籍

### 写真集
- BALLOON!BALLOON!!（2000年2月10日、ティアイエス、撮影：野村誠一）ISBN 9784886182234
- JOLLIE（2000年4月27日、竹書房、撮影：上野勇）ISBN 9784812406137
- heat wave（2000年9月25日、ワニブックス、撮影:井ノ元浩二）ISBN 9784847025808
- mellow-メイキング・オブ"海ビデオ"（2001年1月10日、ハウスバンク、撮影：斉木弘吉）ISBN 9784894616097
- Tiara（2001年4月5日、近代映画社、撮影：久保田昭人）ISBN 9784764819436
- wildberry(Candy Girls)（2001年9月25日、アクアハウス、撮影：吉田裕之）ISBN 9784860460129
- my girl―川村亜紀 ぼくの彼女(竹書房文庫)（2002年8月27日、竹書房、撮影：松田忠雄）ISBN 9784812409824
- himegoto（2005年12月17日、ワニブックス、撮影：Fujisiro Meisa）ISBN 9784847029042
- a。（2008年3月、リイド社、撮影：天津慶亮）ISBN 978-4845835416